# 傅凤翱
傅鳳翱（1487年—1551年），字德輝，號應台、印台，湖廣德安府隨州應山縣人，明朝政治人物。同進士出身。

## 生平
治《詩經》，正德十一年（1516年）湖廣鄉試第四十四名舉人，年三十七歲中式嘉靖二年（1523年）癸未科會試第九十七名，第三甲第一百十二名進士。初授上蔡縣知縣，嘉靖七年（1528年）三月，擔任福建道試監察御史，同年九月實授，九年巡按江西，因督造郊坛磁砖违限，被夺俸五月，十二年七月因荐举二十六人，以不谙宪体濫舉，调外任用。降徽州府推官，十六年四月詔復御史原职，時有事安南，令往两广随军紀功。十八年巡按浙江，十月升任福建按察使司副使。二十一年復除陝西洮岷兵备副使，二十四年正月升任山東左參政，三月擔任甘肅巡撫右僉都御史；二十五年三月改任江西巡撫；二十八年三月升任陝西巡撫右僉都御史，二十九年八月升工部右侍郎，十一月改戶部右侍郎，十二月兼都察院右僉都御史，督理宣府、大同二鎮糧餉，三十年三月升兵部左侍郎兼右僉都御史、協理京營戎政，同年六月卒，享年六十五，贈右都御史，賜祭葬如例。

## 家族
曾祖傅敬；祖父傅憲淙；父傅楫，號筆山，以选贡任甘州行都司副斷事，擢同知直隶和州事。母劉氏，封恭人。具慶下。兄傅鳳翔，弟傅鳳翊、傅鳳翀。